# Хорватия на «Евровидении-2001»
Хорватия принимала участие в сорок шестом выпуске телевизионного конкурса Евровидение-2001, который состоялся 12 мая на стадионе Паркен в Копенгагене, Дания. Страну представляла певица Ванна с песней Strings of My Heart, написанной Тончи Хуличем, его женой Векославой и Анте Пекотичем. Ранее Хулич уже выступал в качестве автора хорватских заявок на Евровидение: Nostalgija в 1995 году и Marija Magdalena в 1999 году. Strings of My Heart стала первой хорватской песней, исполненной на конкурсе на английском языке. По итогам голосования она заняла десятое место из 23, набрав 42 балла. Данный результат позволил Хорватии пройти квалификацию и продолжить участие на Евровидение в 2002 году. Поэтому, Strings of My Heart стала предшественницей хорватской заявки на Евровидение-2002 Everything I Want в исполнении Весны Писарович. Конкурс был показан HRT на канале HRT 1 с комментариями Анте Батиновича. Глашатаем от Хорватии была Даниела Трбович.

## Предыстория
К моменту своего участия в конкурсе 2001 года Хорватия уже 8 раз участвовала на Евровидении, начиная с 1993 года. Самый лучший результат, четвёртое место, страна показала дважды: в 1996 году с песней Sveta ljubav в исполнении Майи Благдан и в 1999 году с песней Marija Magdalena в исполнении Дорис Драгович. На Евровидение-2000 Хорватия заняла девятое место с песней Kad zaspu anđeli в исполнении Горана Карана.

## До «Евровидения»

### Dora 2001
Хорватская телекомпания HRT с 1993 года отвечает за организацию отбора заявки на Евровидение и дальнейшую трансляцию конкурса. Традиционно HRT с 1993 года организовывает национальный финал под названием Dora с участием нескольких артистов и песен. 16 ноября 2000 года HRT объявила об организации очередного выпуска Dora и открыла подачу заявок. По правилам подачи заявок артисты должны были находиться на контракте с выпускающим лейблом и иметь хотя бы один коммерческий релиз, будь то сингл или альбом. Кроме того, HRT пригласило семь самых успешных хорватских композиторов для предоставления песен после консультации с Обществом хорватских композиторов (ОХК) и Союзом хорватских музыкантов (СХМ):
- Тончи Хулич
- Райко Дуймич
- Миро Бульян
- Зринко Тутич
- Ненад Нинчевич
- Зденко Руньич
- Джордже Новкович[3]

Из 170 заявок, поступивших HRT, для участия в Dora 2001 было отобрано двадцать. 15 января 2001 года HRT объявила список участников национального финала. Среди конкурсантов были Тереза Кесовия, представительница Монако на Евровидение-1966 и Югославии на Евровидение-1972, группа Novi fosili, представители Югославии на Евровидение-1987, группа Putokazi, представители Хорватии на Евровидение-1993 как Put и Тони Цетински, представитель Хорватии на Евровидение-1994. 2 февраля 2001 года было объявлено, что Эмилия Кокич, бывшая вокалистка группы Riva, победителей Евровидение-1989, заменит певицу Минеа в качестве соисполнителя песни Ljepota. Dora 2001 состоялась 4 марта в телестудии HRT в Загребе. Ведущими были Бояна Грегорич и Душко Чурлич. Двадцать песен было представлено во время финала, а победитель определялся путём комбинации голосов от пяти региональных жюри, экспертной группы, публичного телеголосования от четырёх регионов Хорватии и онлайн-голосования. Авторам победившей песни также выплачивался приз в размере 100000 кун.
| Порядковый номер | Исполнитель          | Название песни        | Очки | Место |
| ---------------- | -------------------- | --------------------- | ---- | ----- |
| 1                | Петар Грашо          | Ni mrvu sriće         | 72   | 3     |
| 2                | Бранимир Михальевич  | Milenij ljubavi       | 44   | 6     |
| 3                | Тереза Кесовия       | Zlatni ključ sudbine  | 3    | 17    |
| 4                | Весна Писарович      | Za tebe stvorena      | 69   | 4     |
| 5                | Мирьяна Поспиш       | Pjesmo moja           | 39   | 7     |
| 6                | Бруно Крайкар        | Balun                 | 2    | 18    |
| 7                | Perle                | Pokraj bistra izvora  | 12   | 15    |
| 8                | Putokazi             | Vilino kolo           | 37   | 8     |
| 9                | Novi fosili          | Takva ljubav          | 17   | 12    |
| 10               | Ванна                | Strune ljubavi        | 100  | 1     |
| 11               | Йосип Каталенич      | Povedi me             | 16   | 14    |
| 12               | Владимир Кошич Зек   | Nije kao prije        | 2    | 18    |
| 13               | Зденка Ковачичек     | Ja živim svoj san     | 17   | 12    |
| 14               | Майя Шупут           | Hello                 | 27   | 9     |
| 15               | Дадо Топич           | Što znači zbogom      | 18   | 11    |
| 16               | Бранка Делич         | Moja je ljubav umorna | 2    | 18    |
| 17               | Plava Trava Zaborava | Svane li dan          | 23   | 10    |
| 18               | Ксения               | Igra                  | 5    | 16    |
| 19               | Тони Цетински        | Iz dana u dan         | 60   | 5     |
| 20               | Эмилия Кокич и Джуси | Ljepota               | 73   | 2     |

## На «Евровидении»
Согласно правилам о квалификации, введённым Европейским вещательным союзом в 1997 году, к участию в конкурсе допускаются только страна-победительница предыдущего выпуска, страны "большой четвёрки" (Великобритания, Франция, Германия и Испания), страны с высоким средним баллом за предыдущие пять лет и те страны, которые не участвовали в предыдущем выпуске, но транслировали его. Средний балл Хорватии составил 80,4, следовательно страна была допущена к участию. В Копенгагене Ванна выступала под номером 10, между Латвией и Португалией. Специально для Евровидения композиция Strune ljubavi была переведена на английский язык под названием Strings of My Heart, став, таким образом, первой хорватской песней, исполненной на конкурсе на английском языке. По итогам голосования она заняла десятое место из 23, набрав 42 балла. Данный результат позволил Хорватии пройти квалификацию и продолжить участие на Евровидение в 2002 году. Хотя страны-участницы Евровидения с 1998 года перешли к телеголосованию, Хорватия была одной из трёх стран, наряду с Мальтой и Грецией, которая использовала комбинацию голосов 50:50, где 50% составляли голоса телезрителей, а другие 50% - голоса жюри. 12 баллов Хорватия присудила Дании и 0 баллов России. Россия также не присудила Хорватии ни одного балла.

### Голосование
| Очки      | Страна                          |
| --------- | ------------------------------- |
| 12 баллов |                                 |
| 10 баллов | - Мальта - Турция               |
| 8 баллов  |                                 |
| 7 баллов  | - Босния и Герцеговина - Греция |
| 6 баллов  |                                 |
| 5 баллов  | - Словения                      |
| 4 балла   |                                 |
| 3 балла   | - Германия                      |
| 2 балла   |                                 |
| 1 балл    |                                 |

| Очки      | Страна               |
| --------- | -------------------- |
| 12 баллов | Дания                |
| 10 баллов | Босния и Герцеговина |
| 8 баллов  | Словения             |
| 7 баллов  | Турция               |
| 6 баллов  | Франция              |
| 5 баллов  | Греция               |
| 4 балла   | Швеция               |
| 3 балла   | Великобритания       |
| 2 балла   | Эстония              |
| 1 балл    | Германия             |